# 제94육군방공미사일방어사령부
제94육군방공미사일방어사령부(94th Army Air and Missile Defense Command (94th AAMDC)는 하와이 주, 포트 샤프터에 본부를 두고 있는 미국 태평양 육군 예하 전구급 방공 및 미사일방어사령부이다.

## 역사

### 제2차 세계 대전
부대는 1940년 12월 16일에 제94해안포병연대로 구상되어, 이듬해 1941년 4월 17일 노스캐롤라이나주에 설치된 캠프 데이비스에서 창설되었다. 일본 제국 해군의 진주만 공격으로 태평양 전쟁이 발발하자 해안포병대로 아시아-태평양 전역에 보내어졌다.
1943년 5월 15일, 일본군의 항공기를 잡기 위해 방공포병로 대대적으로 재편성되었다. 연대 구조를 벗어나 본부와 편제는 제94반항공기포병단, 예하 3개 대대는 각각 1,2대대가 제743, 209해안포대대, 3대대는 제236대항공기포탐조등대대(236th Antiaircraft Artillery Searchlight Battalion)로 바뀌었다.
동인도 전투, 뉴기니아 전투, 레이테 전투, 루손을 거처 필리핀을 탈환한 뒤에는 필리핀에 주둔하였고, 1947년 3월 15일에 해산하였다.

### 주독 미군
19650년 4월 1일, 제94포병단으로 재편성과 함께 주독 미군 부대로 재소집되어 제32방공사령부 예하부대로 편성되었다.
1972년 3월 15일, 제94방공포병단으로 재편성되었다.
1983년 7월 16일, 단에서 여단으로 승격되었다.
1998년 8월 15일, 해산하였다.

### 아시아-태평양 지역
2004년 8월 16일,  하와이주 포트 샤프터에서 제94육군방공미사일방어사령부로 재편성 및 재소집되어, 2005년 1월에 히캄 육군비행장으로 본부를 옮기고 10월 18일에 정식적으로 재소집되었다.
2014년 10월 22일, THAAD 체계를 구성하는 AN/TPY-2 레이다를 운용하는 임무를 수행할  제14미사일방어포대가 교가미사키 통신소에서 창설되었다. 조선민주주의인민공화국의 탄도미사일을 감시하기 위해 주일 공군인 제35항공관제조기경보전대와 상호협력한다.
2018년 10월 16일, 일본 사가미 종합보급창에서 제38방공포병여단이 재소집되었다. 곧바로 사령부 예하에 편성되었고, 중국 인민해방군의 탄도미사일에 대한 빠른 감지와 끊임없는 추적을 위해 자위대와 요코스카 해군 시설에 배치되어 있는 함정과 연계하여 방공정보를 공유한다.

## 장비
- MIM-14 나이키 허큘리스
- MIM-23 호크
- MIM-104 패트리어트
- MIM-72 차파랄
- M163 VADS

## 부대

### 현재
- 제35방공포병여단 - 대한민국 오산 공군기지
  - 제1방공포병연대, 2대대
  - 제52방공포병연대, 6대대
  - 제2방공포병연대, D포대 (THAAD) - 성주군
- 제38방공포병여단 - 일본 사가미 종합보급창
  - 제1방공포병연대, 1대대 (MIM-104 패트리어트) - 일본 오키나와현 도리이 스테이션
  - 제10미사일방어분견대 (포대)(AN/TPY-2) - 일본 샤리키 통신소
  - 제14미사일방어분견대 (포대)(AN/TPY-2) - 일본 교가미사카 통신소
  - TF 탈론 - 괌, 엔더슨 공군기지
    - 제3방공포병연대, E포대 (THAAD)

### 냉전
제94방공포병여단
- 제1방공포병연대, 2대대
- 제6방공포병연대, 4대대
- 제6방공포병연대, 5대대
- 제56방공포병연대, 2대대
- 제67방공포병연대, 1대대
- 제71방공포병연대, 3대대

## 기록

### 소속
- 제32방공사령부; 1960년 4월 1일
- 미국 태평양 육군; 2005년 10월 16일

### 계보
- 1940년 12월 16일, 94th Coast Artillery
→제94해안포병연대
- 1943년 5월 15일, Headquarters and Headquarters Battery, 94th Antiaircraft Artillery Group
→제94반항공기포병단, 본부 및 본부포대
- 1972년 3월 15일, Headquarters and Headquarters Battery, 94th Air Defense Artillery Group
→제94방공포병단, 본부 및 본부포대
- 1983년 7월 16일, Headquarters and Headquarters Battery, 94th Air Defense Artillery Brigade
→제94방공포병여단, 본부 및 본부포대
- 2005년 10월 16일, Headquarters and Headquarters Battery, 94th Army Air and Missile Defense Command
→제94육군방공미사일방어사령부, 본부 및 본부포대

### 전역
| 스트리머    | 내역                                                      |
| ----------- | --------------------------------------------------------- |
| 태평양 전쟁 | - 네덜란드령 동인도 - 뉴기니 - 레이테 - 루손(화살촉 포함) |

### 스트리머
| 스트리머                | 내역                               |
| ----------------------- | ---------------------------------- |
| 필리핀 대통령 부대 표창 | 1944년 10월 17일 ~ 1945년 7월 15일 |
| 육군 우수부대표창       | 1991년 ~ 1992년                    |

## 참고
1. ↑  Sgt. Kimberly K. Menzies (2014년 10월 23일). “Activation of 14th MDB Strengthens US - Japan Alliance” (영어). 94th Army Air and Missile Defense Public Affairs. 2018년 10월 30일에 확인함.
2. ↑  “U.S. launches new missile defense command in Japan” (영어). The Japan Times. 2018년 10월 29일. 2018년 10월 30일에 확인함.
3. ↑  최이락 (2018년 10월 29일). “美, 도쿄인근에 탄도미사일방위사령부 설치…"北·中 위협 염두"”. 연합뉴스. 2018년 10월 30일에 확인함.
4. ↑  Capt. Adan Cazarez (2018년 10월 31일). “The 38th Air Defense Artillery Brigade reactivates” (영어). 일본, 캠프 자마. United States Army. 2019년 1월 22일에 확인함.

- “Headquarters and Headquarters Battery, 94th Army Air and Missile Defense Command Lineage” (영어). Center of Military History. 2006년 7월 21일. 2019년 1월 22일에 확인함.
- “94th Army Air and Missile Defense Command Unit History” (영어). U.S. Army Public Affair Office. 2018년 8월 1일. 2018년 10월 30일에 확인함.
- “94th Air Defense Artillery Brigade”. 《www.usarmygermany.com》 (영어). 2018년 10월 30일에 확인함.